# Hans-Joachim Stuck
Hans-Joachim Stuck (Garmisch-Partenkirchen, Németország, 1951. január 1. –) német autóversenyző, a Le Mans-i 24 órás autóverseny kétszeres győztese. Édesapja, Hans Stuck szintén sikeres autóversenyző volt.

## Pályafutása

### Formula–1

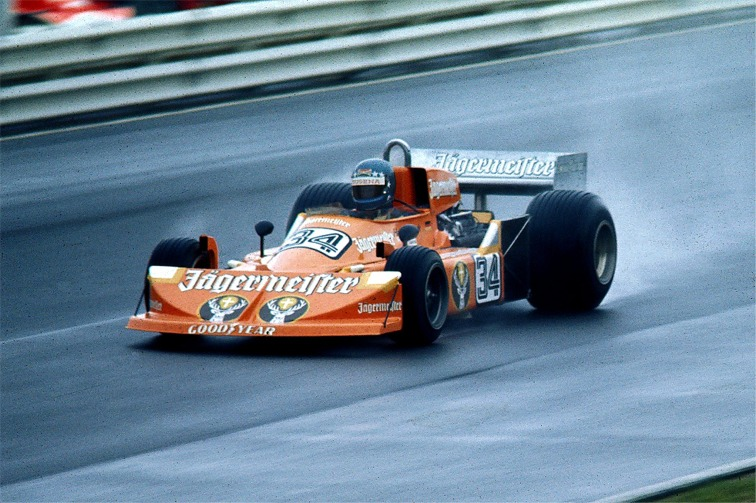
1976-ban a német nagydíjon

1974 és 1979 között vett részt a Formula–1-es világbajnokság versenyein. Ez időszak alatt több gyári alakulatnál szerepelt. Szinte minden csapattal képes volt a mezőny első felében végezni. Legsikeresebb éve a sorozatban az 1977-es szezon volt. Ekkor kétszer is dobogóra állt és a tizenegyedik helyen zárt az összetett értékelésben.

### Hosszútávú versenyek
1972-ben megnyerte a Spa-i 24 órás versenyt. 1972 és 1998 között tizennyolc alkalommal állt rajthoz a Le Mans-i 24 órás viadalon. Kétszer is győzött Le Mans-ban. 1986-ban és 1987-ben a Porsche csapatával lett első. Mind a két sikerét Derek Bell és Al Holbert váltótársaként érte el.
Hans a Sebringi 12 órás futamról is jegyez két győzelmet.

## Sikerei

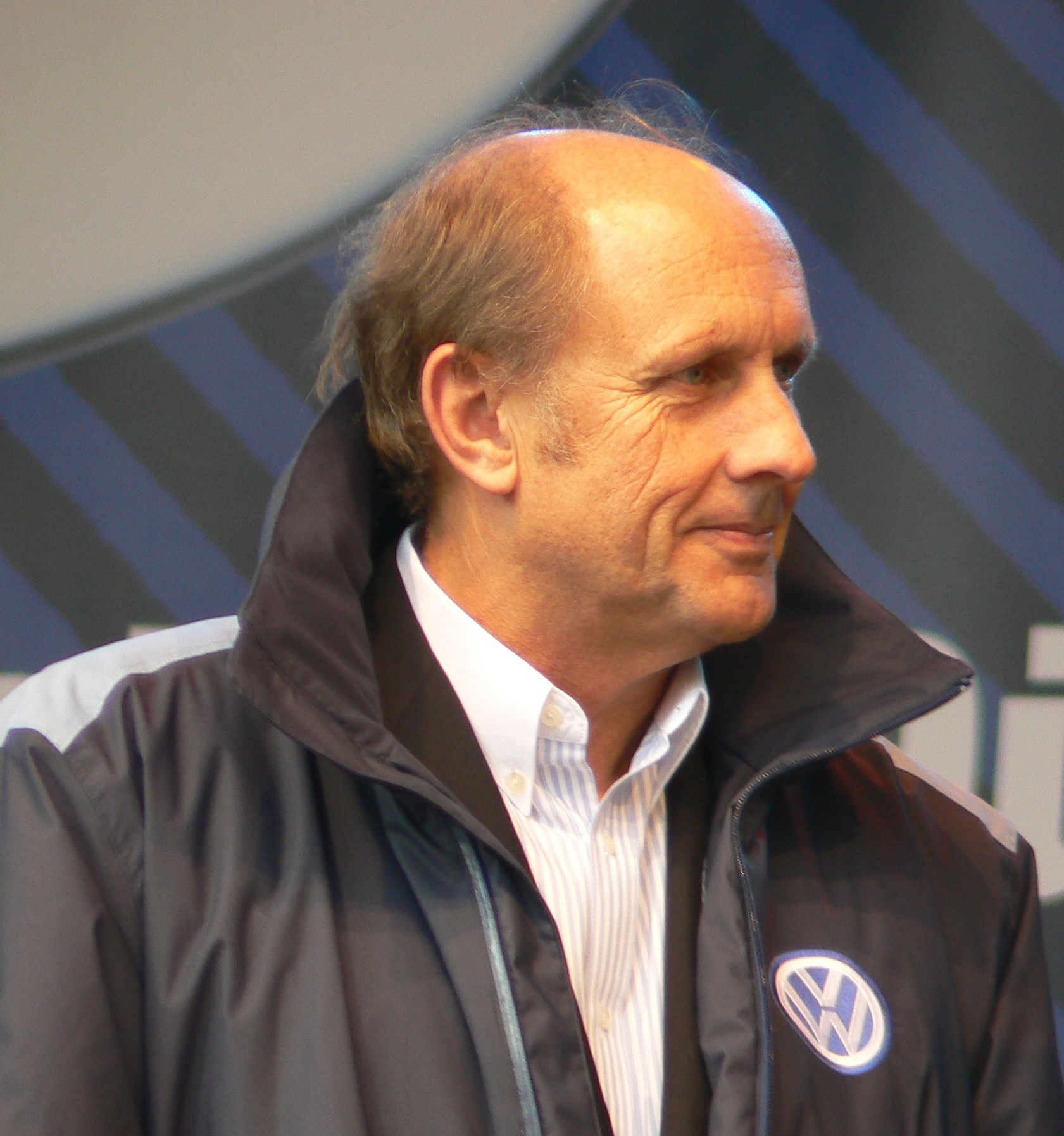
Hans 2008-ban

- Le Mans-i 24 órás autóverseny
  - Győzelem: 1986, 1987
    - Második: 1988, 1996
      - Harmadik: 1985, 1989, 1994
- Spa-i 24 órás autóverseny
  - Győzelem: 1972
- Nürburgringi 24 órás autóverseny
  - Győzelem: 1970, 1998, 2004
- Sebringi 12 órás autóverseny
  - Győzelem: 1986, 1988
- Német túraautó-bajnokság
  - Bajnok: 1990

## Eredményei

### Le Mans-i 24 órás autóverseny
| Év   | Csapat                            | Autó                    | Csapattárs           | Csapattárs         | Helyezés | Körök száma | Kiesés oka |
| ---- | --------------------------------- | ----------------------- | -------------------- | ------------------ | -------- | ----------- | ---------- |
| 1972 | Ford Deutschland                  | Ford Capri 2600 RS      | Jochen Mass          |                    | Kiesett  | 152         | Olajpumpa  |
| 1973 | BMW Motorsport                    | BMW 3.0 CSL             | Chris Amon           |                    | Kiesett  | 163         | Baleset    |
| 1980 | Dominique Lacaud / BMW Motorsport | BMW M1                  | Dominique Lacaud     | Hans-Georg Bürger  | 15.      | 284         |            |
| 1981 | BMW Cassetten Team GS Sport       | BMW M1                  | Jean-Pierre Jarier   | Helmut Henzler     | Kiesett  | 57          | Baleset    |
| 1982 | BMW Cassetten Team GS Sport       | Sauber SHS C6           | Jean-Louis Schlesser | Dieter Quester     | Kiesett  | 76          |            |
| 1985 | Rothmans Porsche                  | Porsche 962 C           | Derek Bell           |                    | 3.       | 367         |            |
| 1986 | Rothmans Porsche                  | Porsche 962 C           | Derek Bell           | Al Holbert         | Győzelem | 368         |            |
| 1987 | Rothmans Porsche                  | Porsche 962 C           | Derek Bell           | Al Holbert         | Győzelem | 355         |            |
| 1988 | Porsche AG                        | Porsche 962 C           | Klaus Ludwig         | Derek Bell         | 2.       | 394         |            |
| 1989 | Joest Racing                      | Porsche 962 C           | Bob Wollek           |                    | 3.       | 383         |            |
| 1990 | Joest Porsche Racing              | Porsche 962 C           | Frank Jelinski       | Derek Bell         | 4.       | 350         |            |
| 1991 | Konrad Motorsport                 | Porsche 962 C           | Derek Bell           | Frank Jelinski     | 7.       | 348         |            |
| 1993 | Le Mans Porsche Team              | Porsche 911 Turbo S LM  | Walter Röhrl         | Hurley Haywood     | Kiesett  | 79          | Baleset    |
| 1994 | Le Mans Porsche Team              | Dauer-Porsche 962 GT LM | Danny Sullivan       | Thierry Boutsen    | 3.       | 344         |            |
| 1995 | Porsche Kremer Racing             | Kremer K8 Spyder        | Thierry Boutsen      | Christophe Bouchut | 6.       | 290         |            |
| 1996 | Porsche AG                        | Porsche 911 GT1         | Thierry Boutsen      | Bob Wollek         | 2.       | 353         |            |
| 1997 | Porsche AG                        | Porsche 911 GT1         | Thierry Boutsen      | Bob Wollek         | Kiesett  | 238         |            |
| 1998 | BMW Motorsport                    | BMW V12 LMR             | Steve Soper          | Tom Kristensen     | Kiesett  | 60          |            |

### Teljes Formula–1-es eredménysorozata
(Táblázat értelmezése)

(Félkövér: pole-pozícióból indult; dőlt: leggyorsabb kört futott) 

| Év   | Csapat                      | Modell        | Motor              | 1      | 2      | 3      | 4       | 5      | 6      | 7      | 8      | 9      | 10     | 11     | 12     | 13     | 14     | 15     | 16     | 17    | Helyezés | Pont |
| ---- | --------------------------- | ------------- | ------------------ | ------ | ------ | ------ | ------- | ------ | ------ | ------ | ------ | ------ | ------ | ------ | ------ | ------ | ------ | ------ | ------ | ----- | -------- | ---- |
| 1974 | March Engineering           | March 741     | Cosworth V8        | ARG Ki | BRA Ki | RSA 5  | ESP 4   | BEL Ki | MON Ki | SWE    | NED Ki | FRA Nk | GBR Ki | GER 7  | AUT 11 | ITA Ki | CAN Ki | USA Nk |        |       | 16.      | 5    |
| 1975 | Lavazza March               | March 751     | Cosworth V8        | ARG    | BRA    | RSA    | ESP     | MON    | BEL    | SWE    | NED    | FRA    | GBR Ki | GER Ki | AUT Ki | ITA Ki | USA 8  |        |        |       | -        | 0    |
| 1976 | March Racing                | March 761     | Cosworth V8        | BRA 4  | RSA 12 |        | ESP Ki  | BEL Ki | MON 4  | SWE Ki | FRA 7  | GBR Ki | GER Ki | AUT Ki | NED Ki | ITA Ki | CAN Ki | USA 5  | JPN Ki |       | 13.      | 8    |
| 1976 | Theodore Racing             | March 761     | Cosworth V8        |        |        | USW Ki |         |        |        |        |        |        |        |        |        |        |        |        |        |       | 13.      | 8    |
| 1977 | Team Rothmans International | March 761B    | Cosworth V8        | ARG    | BRA    | RSA Ki |         |        |        |        |        |        |        |        |        |        |        |        |        |       | 11.      | 12   |
| 1977 | Martini Racing              | Brabham BT45B | Alfa Romeo Flat-12 |        |        |        | USW Ki  | ESP 6  | MON Ki | BEL 6  | SWE 10 | FRA Ki | GBR 5  | GER 3  | AUT 3  | NED 7  | ITA Ki | USA Ki | CAN Ki | JPN 7 | 11.      | 12   |
| 1978 | Shadow Racing Team          | Shadow DN8    | Cosworth V8        | ARG 17 | BRA Ki | RSA Nk |         |        |        |        |        |        |        |        |        |        |        |        |        |       | 18.      | 2    |
| 1978 | Shadow Racing Team          | Shadow DN9    | Cosworth V8        |        |        |        | USW Ni  | MON Ki | BEL Ki | ESP Ki | SWE 11 | FRA 11 | GBR 5  | GER Ki | AUT Ki | NED Ki | ITA Ki | USA Ki | CAN Ki |       | 18.      | 2    |
| 1979 | ATS Wheels                  | ATS D2        | Cosworth V8        | ARG Nk | BRA Ki | RSA Ki | USW Kiz | ESP 14 | BEL 8  | MON Ki | FRA Ni | GBR Nk | GER Ki |        |        |        |        |        |        |       | 20.      | 2    |
| 1979 | ATS Wheels                  | ATS D3        | Cosworth V8        |        |        |        |         |        |        |        |        |        |        | AUT Ki | NED Ki | ITA 11 | CAN Ki | USA 5  |        |       | 20.      | 2    |